# Comuna Ustea, Berșad
Ustea (în ucraineană Устя) este o comună în raionul Berșad, regiunea Vinnița, Ucraina, formată din satele Luhova și Ustea (reședința).

## Demografie
Componența lingvistică a satului Ustea
     Ucraineană (98,43%)
     Rusă (1,17%)
     Alte limbi (0,4%)
Conform recensământului din 2001, majoritatea populației satului Ustea era vorbitoare de ucraineană (98,43%), existând în minoritate și vorbitori de rusă (1,17%).